# Erigeron bellidioides
Erigeron bellidioides là một loài thực vật có hoa trong họ Cúc. Loài này được (Buch.-Ham. ex D.Don) Benth. ex C.B.Clarke mô tả khoa học đầu tiên năm 1876.